# Ambasada Timoru Wschodniego przy Stolicy Apostolskiej
Ambasada Timoru Wschodniego przy Stolicy Apostolskiej – misja dyplomatyczna Demokratycznej Republiki Timoru Wschodniego przy Stolicy Apostolskiej. Ambasada mieści się w Rzymie.